# Amsel Ignác
Amsel Ignác (Kispest, 1899. január 17. – Rio de Janeiro, 1974. július 15.) válogatott labdarúgó, kapus.

## Pályafutása
A magyar labdarúgás hőskorának egyik karakteres egyénisége volt. Kispesten kezdte pályafutását a Kispesti AC csapatában, de 1921-ben egy évig Békéscsabán játszott. A tehetséges kapus bekerült a válogatottba is. 1922-ben igazolt a Ferencváros csapatához, ahonnan három évvel később távozott Olaszországba. 1927 áprilisától ismét a Ferencváros játékosa lett. Pályafutása alatt a Ferencváros 322 mérkőzésén védett (134 bajnoki, 159 nemzetközi, 29 hazai díjmérkőzés).
1945-ben Brazíliába emigrált, és ott, valamint Argentínában volt klubcsapatoknál gyúró. Halála évében megkapta az FTC örökös bajnoka címet.

## Sikerei, díjai
Ferencvárosi TC
- Magyar bajnok (3): 1926–27, 1927–28, 1931–32
- Magyar kupa-győztes (4): 1921–22, 1926–27, 1927–28, 1932–1933
- Közép-európai kupa-győztes: 1928

## Érdekességek
- Ő volt az első kapus, aki a magyar válogatottban tizenegyest védett.
- Bátor kifutásai miatt igen népszerű volt. Kesztyű nélkül védett, hatalmas kezei miatt a „Pók” becenevet kapta.

## Statisztika

### Mérkőzései a válogatottban
| Magyarország | Magyarország         | Magyarország                    | Magyarország  | Magyarország | Magyarország  | Magyarország | Magyarország | Magyarország |
| #            | Dátum                | Helyszín                        | Hazai         | Eredmény     | Vendég        | Kiírás       | Gólok        | Esemény      |
| ------------ | -------------------- | ------------------------------- | ------------- | ------------ | ------------- | ------------ | ------------ | ------------ |
| 1.           | 1921. december 18.   | Budapest, Hungária körúti pálya | Magyarország  | 1 – 0        | Lengyelország | barátságos   | -            | 46'          |
| 2.           | 1922. szeptember 24. | Bécs, Hohe Warte                | Ausztria      | 2 – 2        | Magyarország  | barátságos   | -            |              |
| 3.           | 1923. május 6.       | Bécs, Hohe Warte                | Ausztria      | 1 – 0        | Magyarország  | barátságos   | -            |              |
| 4.           | 1927. október 9.     | Budapest, Hungária körúti pálya | Magyarország  | 1 – 2        | Csehszlovákia | barátságos   | -            |              |
| 5.           | 1928. március 25.    | Róma, Nazionale PNF Stadion     | Olaszország   | 4 – 3        | Magyarország  | Európa-kupa  | -            |              |
| 6.           | 1928. május 6.       | Budapest. Hungária körúti pálya | Magyarország  | 5 – 5        | Ausztria      | barátságos   | -            |              |
| 7.           | 1930. szeptember 21. | Bécs, Hohe Warte                | Ausztria      | 2 – 3        | Magyarország  | barátságos   | -            |              |
| 8.           | 1930. szeptember 28. | Drezda, Ostragehege             | Németország   | 5 – 3        | Magyarország  | barátságos   | -            | 85'          |
| 9.           | 1931. március 22.    | Prága, Sparta-pálya             | Csehszlovákia | 3 – 3        | Magyarország  | Európa-kupa  | -            |              |
|              | Összesen             |                                 |               | 9            | mérkőzés      |              | 0            | gól          |